# Vismen, Halland
Vismen är en sjö i Falkenbergs kommun i Halland och ingår i Ätrans huvudavrinningsområde. Sjön är 3,7 meter djup, har en yta på 1,26 kvadratkilometer och befinner sig 123 meter över havet. Sjön avvattnas av vattendraget Stampån. Vid provfiske har bland annat abborre, braxen, gädda och mört fångats i sjön.

## Delavrinningsområde
Vismen ingår i det delavrinningsområde (632912-132786) som SMHI kallar för Utloppet av Vismen. Medelhöjden är 140 meter över havet och ytan är 11,42 kvadratkilometer. Det finns ett avrinningsområde uppströms, och räknas det in blir den ackumulerade arean 26,15 kvadratkilometer. Stampån som avvattnar avrinningsområdet har biflödesordning 2, vilket innebär att vattnet flödar genom totalt 2 vattendrag innan det når havet efter 54 kilometer. Avrinningsområdet består mestadels av skog (61 %) och sankmarker (17 %). Avrinningsområdet har 1,26 kvadratkilometer vattenytor vilket ger det en sjöprocent på 11,1 %.

## Fisk
Vid provfiske har följande fisk fångats i sjön:
- Abborre
- Braxen
- Gädda
- Mört
- Sutare